# NGC 1522
NGC 1522 (również PGC 14462) – galaktyka soczewkowata (S0), znajdująca się w gwiazdozbiorze Złotej Ryby. Odkrył ją John Herschel 27 grudnia 1834 roku.